# Auditorio Manuel de Falla (Granada)
El Auditorio Manuel de Falla de Granada es la sede de la Orquesta Ciudad de Granada, y del Archivo Manuel de Falla.
Fue inaugurado en 1978 con un concierto de la Orquesta Nacional de España, bajo la dirección del maestro Antoni Ros-Marbà, que tuvo lugar el día 10 de junio.
El auditorio, diseñado por el arquitecto José María García de Paredes, está ubicado en las proximidades de los jardines de la Alhambra. El edificio está formado por dos grandes salas, de excelente acústica, situadas a ambos lados del escenario (junto al que se emplaza el órgano); una cafetería y salas de exposición permanente de obras de arte. El acceso al edificio tiene lugar a través de un amplio jardín.

## Dirección y Gerencia
El Auditorio Manuel de Falla es un organismo autónomo del Ayuntamiento de Granada, con un Consejo de Patronato en el que el presidente es el Alcalde de Granada, el vicepresidente el teniente de alcalde y los vocales los distintos concejales, además de un director gerente. Las instalaciones de las que consta el Auditorio se componen de:
- Casa-Museo Manuel de Falla
- Auditorio y anejos (cafetería, vestuarios, etc.)
- Salas de exposiciones y archivos

## Emplazamiento
El edificio fue diseñado cuidando su integración en el paisaje, ya que fue el primer edificio de carácter cultural erigido en la colina de la Alhambra desde que en 1527 se construyese el Palacio de Carlos V. 
Se proyectó un edificio alargado, de silueta irregular y una baja altura que le impide sobresalir de las copas de los árboles. Gran parte del edificio está soterrada, aprovechando la fuerte pendiente de la colina. En el exterior se observa un mínimo de hormigón y grandes superficies de ladrillo rosado. Las cubiertas están quebradas y cubiertas de teja patinada.

## Acústica
Para conseguir la mejor acústica posible, se relacionó el volumen de aire interior con el aforo del auditorio. Este factor volumétrico, íntimamente ligado con el factor económico, aconsejó no sobrepasar la capacidad de las “salas medias” europeas, que se sitúa entre el Konserthus de Gotemburgo y el Queen Elizabeth Hall de Londres.
El estudio acústico fue realizado por el Lothar Cremer, asesor acústico en la construcción de la nueva Philharmonie de Berlín. El techo, dividido en pequeñas superficies convexas cuidadosamente diseñadas, desarrolla las funciones de difusión del campo sonoro. Se proyectaron paredes reflectoras a ambos lados del escenario, quebradas por pequeños balcones, garantizando así un equilibrio sonoro óptimo entre los instrumentos de cuerda y el metal. Consecuentemente, la reverberación obtenida es de 1,85 segundos para la región de las frecuencias medias, la más adecuada para una sala de estas características.